# Chrysler Sunbeam
Der Chrysler Sunbeam ist ein von Mitte 1977 bis Frühjahr 1981 in Großbritannien produzierter Personenkraftwagen des Automobilherstellers Chrysler Europe. Nach der Übernahme der europäischen Chrysler-Niederlassungen durch den PSA-Konzern wurde das Auto als Talbot Sunbeam verkauft. Eine als Talbot Sunbeam Lotus bezeichnete Version des Autos war im Motorsport erfolgreich.

## Entwicklung
1976 entwickelte die britische Niederlassung des Chrysler-Konzerns mit Unterstützung der britischen Regierung ein neues Fahrzeug, um den kaum noch verkäuflichen Hillman Imp zu ersetzen, der unter anderem wegen Qualitätsmängeln und dem mittlerweile veralteten Heckmotorkonzept nie so erfolgreich war wie geplant und nur noch Verluste brachte.
Die Entscheidung zur Produktion des Sunbeam hatte vor allem politische Gründe mit einem speziell britischen Hintergrund: Dadurch, dass für den Talbot Sunbeam zahlreiche in Großbritannien produzierte Komponenten verwendet wurden und die Zukunft des Rootes-Werks in Linwood nach dem Ende des Hillman Imp ungewiss war, sicherte der Sunbeam den Fortbestand der Produktion dieser Teile und des Werks in Linwood für einige Jahre und trug somit zum Erhalt britischer Arbeitsplätze bei. Deshalb gab es auch großzügige finanzielle Unterstützung des Projekts durch die britische Regierung, die einen erheblichen Teil der Entwicklungskosten übernahm, verbunden mit der Auflage, den neuen Kleinwagen innerhalb von 18 Monaten fertigzustellen.
Der intern als Projekt R 424 bezeichnete Wagen wurde außergewöhnlich schnell entwickelt. Vom Beginn der Entwicklungsarbeiten bis zur Aufnahme der Produktion im Sommer 1977 vergingen kaum eineinhalb Jahre. Angesichts des engen Zeitrahmens und des knappen Budgets blieb dem Unternehmen wenig Spielraum für Neuentwicklungen. Vorgabe an das Entwicklungsteam war daher, so viele vorhandene Teile aus Modellen des Rootes-Konzerns wie möglich zu verwenden. Tatsächlich war der R 424 ein verkürzter Hillman Avenger mit Schrägheck. Der Avenger war eine seit 1970 in Großbritannien produzierten Limousine der unteren Mittelklasse. Für den R 424 verwendete Chrysler die Plattform des Avenger. Das bedeutete, dass der Sunbeam, anders als bei kleinen Autos üblich, Hinterradantrieb bekam. Die Motoren, die Getriebe, die Karosserie bis zur B-Säule und zahlreiche Anbauteile wie Scheinwerfer oder Armaturenbrett wurden vom Avenger übernommen. 
Das Design des R 424 stammte von Roy Axe, einem langjährigen Rootes-Designer. Die Karosserie wurde als zweitürige Schrägheck-Limousine gestaltet. Die Linien waren glatt und zeitgemäß und zeigten bei grober Betrachtung Ähnlichkeiten mit dem etwas später präsentierten Talbot Horizon. Als Heckklappe diente die – vergleichsweise große – Heckscheibe, die nach oben geklappt werden konnte. Die Scheinwerfer stammten (jedenfalls anfänglich) vom Avenger, die Rückleuchten vom Simca 1307, der in Großbritannien als Chrysler Alpine verkauft wurde.

## Geschichte

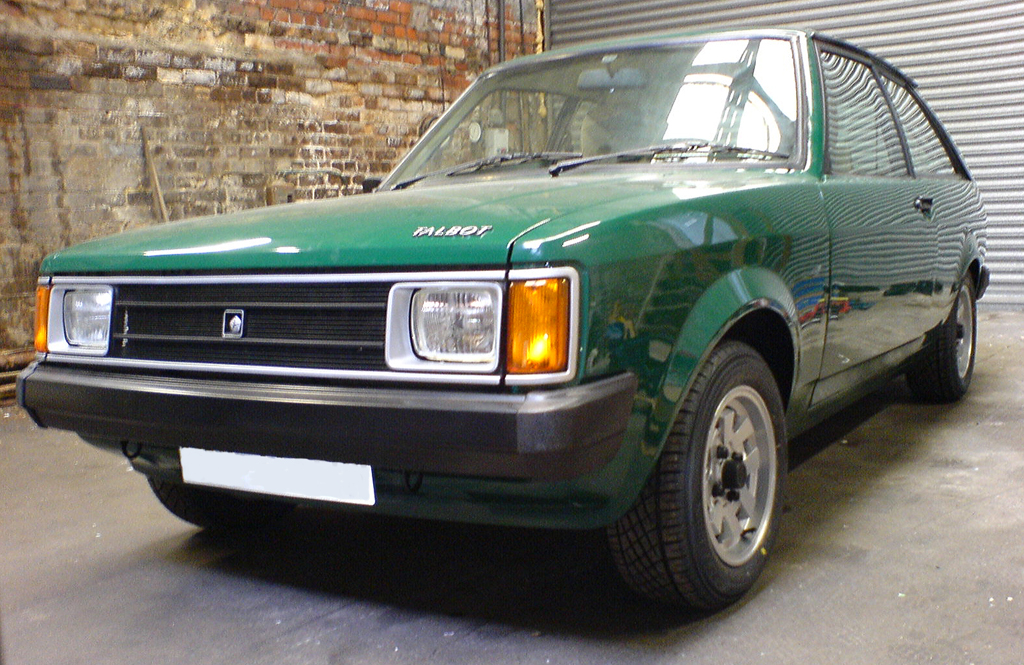
Talbot Sunbeam (1979–1981)

Als das Fahrzeug im Juli 1977 der Öffentlichkeit vorgestellt wurde, trug es den Namen Chrysler Sunbeam. Chrysler griff damit auf einen traditionsreichen, gut eingeführten Namen zurück, der sportliche Assoziationen wecken konnte. Allerdings war die Wahl des Namens nicht ohne Probleme: Sunbeam war bislang eine zur Rootes-Gruppe (und damit zu Chrysler) gehörende Marke gewesen, unter der bis 1976 Fahrzeuge verkauft worden waren (zuletzt der Rapier, eine zweitürige Version des Rootes Arrow). Die Bezeichnung Chrysler Sunbeam bedeutete eine Degradierung des Namens Sunbeam von einer eigenen Marke zu einer bloßen Modellbezeichnung.
Die britische Presse ging bei seiner Vorstellung zumeist recht freundlich mit dem neuen Modell um. Das Fahrzeug wurde zwar als „Last Chance Saloon“ bezeichnet (MOTOR Magazine), doch als „Übergangsmodell wird es Chrysler helfen, die nächsten fünf Jahre zu überstehen“. Zwar war der Vorgänger, der Hillman Imp, veraltet und verkaufte sich nicht mehr gut, doch auch der Sunbeam war ein Fahrzeug mit überholtem Konzept. So hatte er zwar ein modernes Schrägheck, aber noch eine angetriebene starre Hinterachse. Chrysler Europe bot mit dem Simca 1307 (Chrysler Alpine) einen modernen Wagen mit Frontantrieb an und es stand die Einführung des Chrysler-Simca Horizon, einem fünftürigen Kompaktwagen mit Frontantrieb, unmittelbar bevor.
Da sich Chrysler im Jahr 1978 in einer schweren finanziellen Krise befand, wurde Chrysler Europe an Peugeot verkauft, die einen neuen Namen einführten. Dabei fiel die Wahl auf den Namen Talbot, der zu Simca gehörte und seit dem letzten Talbot-Lago im Jahre 1959 unbenutzt war. So wurde das Auto ab 1979 als Talbot Sunbeam verkauft.
Das Werk in Linwood schloss im April 1981, und damit endete auch die Sunbeam- und Avenger-Produktion. Es wurden insgesamt 10.113 Ti-Modelle und 2.308 Lotus-Modelle produziert. In einigen Ländern wurden diese Autos Talbot Simca Sunbeam genannt. Nachfolger wurde im Spätherbst 1981 der Talbot Samba, der aber nicht mehr in Schottland, sondern in Frankreich gebaut wurde.

## Technik und Modellpflege
Als Basismotor stand im Chrysler Sunbeam ein komplett neu entwickeltes 0,9-l-Triebwerk zur Verfügung. Es handelte sich um einen Vierzylindermotor komplett aus Leichtmetall mit OHC-Ventilsteuerung, der 31 kW (42 PS) bei 5000/min leistete und ein Drehmoment von 70 Nm bei 2600/min abgab. Weitaus schwerer und auch von der Charakteristik her behäbiger waren die wahlweise bereitstehenden Avenger-Motoren mit 1,3- und 1,6-l-Hubraum, die es auf 44 kW (60 PS) bei 5000/min und 52 kW (70 PS) bei 4800/min brachten.
Von der Größe her entsprach das Fahrzeug den neueren Kleinwagen wie Ford Fiesta, Renault 5 und VW Polo. Eine Besonderheit war wie schon beim Imp die Heckklappe, die rahmenlos nur aus Glas bestand.
Im Oktober 1979 kamen zwei neue Varianten auf den Markt:
- Das erste Modell war der Ti 1600, der eine leistungsgesteigerte Avenger-Maschine bekam, die bei 1600 cm³ 100 PS (74 kW) leistete.
- Das zweite Modell war viel sportlicher und bekam eine von Lotus entwickelte 2.2-Liter-Maschine mit 150 PS (110 kW). Der Talbot Sunbeam-Lotus gewann die Rallye-Weltmeisterschaft 1981, aber dennoch war dem Sunbeam nur ein kurzes Leben beschieden. Der Weltmeistertitel war kein hinreichendes Argument für die Verantwortlichen von PSA, um die Produktion des Sunbeam beizubehalten.

### Modelle
| Typ       | Bauzeitraum | Zylinder / Ventilsteuerung | Hubraum  | Leistung            |
| --------- | ----------- | -------------------------- | -------- | ------------------- |
| 930       | 1977–1981   | 4 / ohc                    | 928 cm³  | 42–45 PS (31–33 kW) |
| 1300      | 1977–1981   | 4 / ohv                    | 1295 cm³ | 54–59 PS (40–43 kW) |
| 1600      | 1977–1981   | 4 / ohv                    | 1598 cm³ | 80 PS (59 kW)       |
| 1600Ti    | 1979–1981   | 4 / ohv                    | 1598 cm³ | 100 PS (74 kW)      |
| Lotus 16V | 1979–1981   | 4 / ohc                    | 2174 cm³ | 150 PS (110 kW)     |

## Talbot Sunbeam Lotus

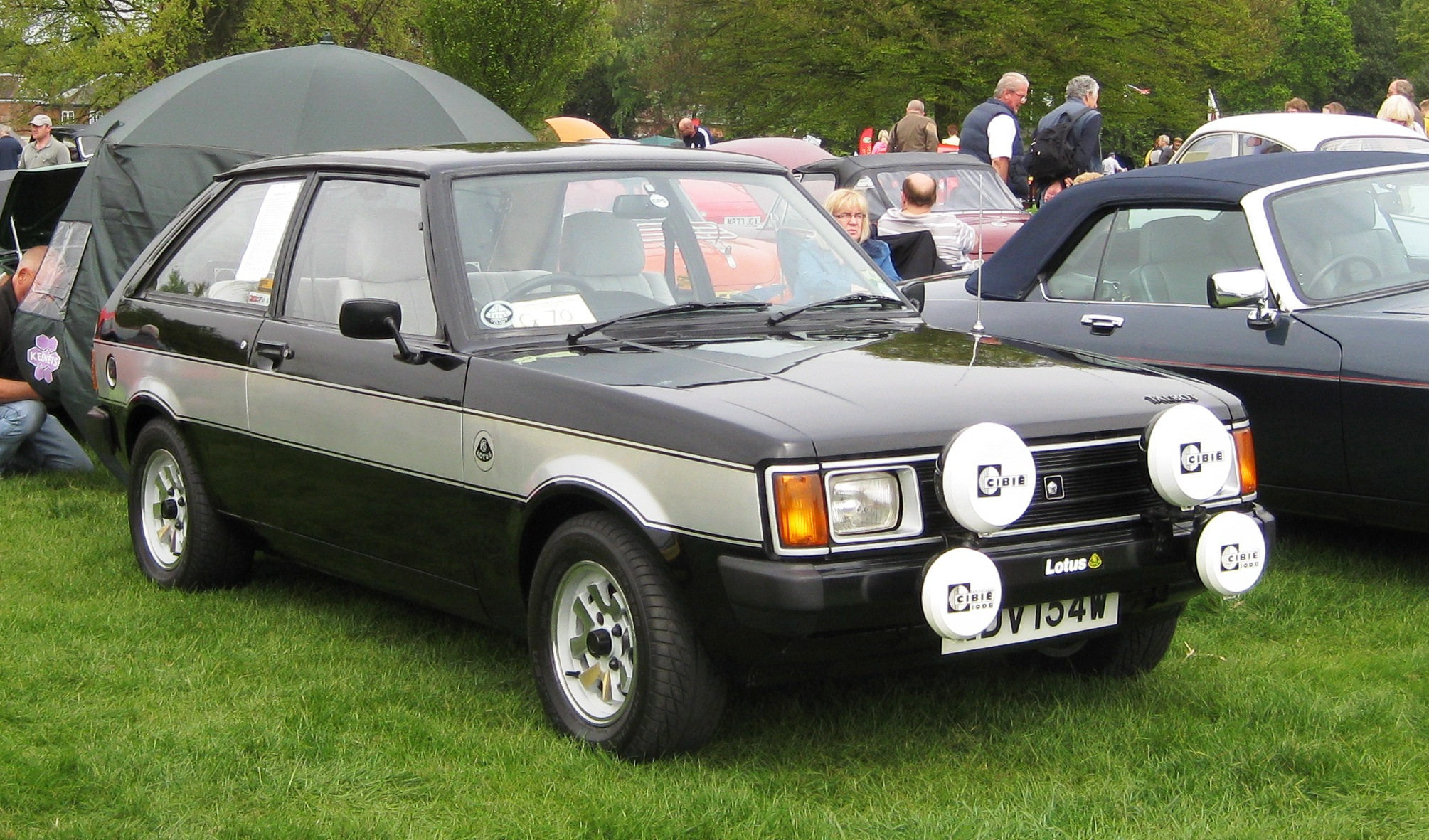
Talbot Sunbeam Lotus (1979–1981)

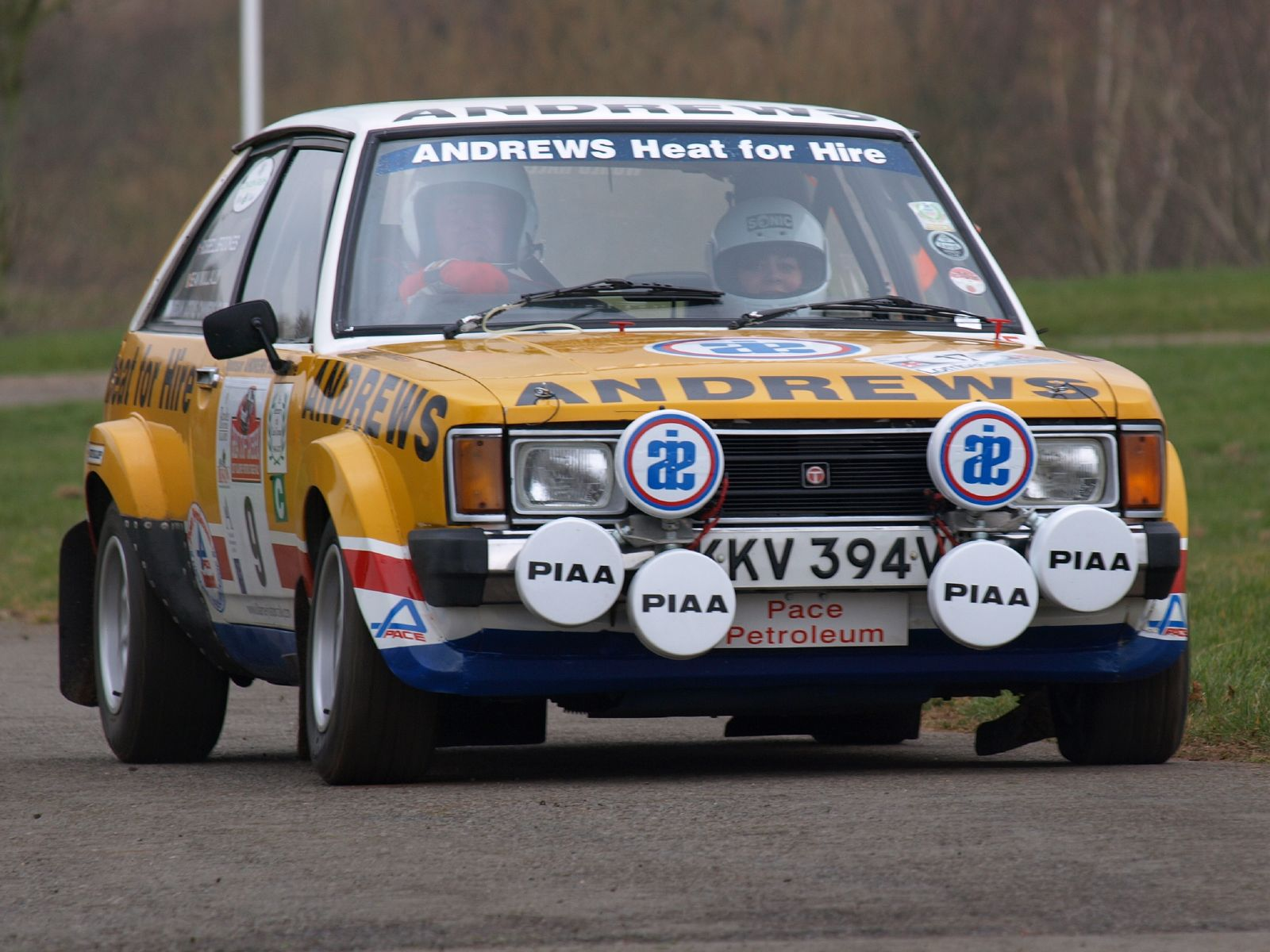
Der Sunbeam Lotus im Einsatz als Rallyefahrzeug

Der Sunbeam Lotus war eine zunächst für Wettbewerbszwecke vorgesehene Abwandlung des Sunbeam, die zu einer begrenzten Serienproduktion kam. Der Grundstein für das Projekt wurde noch von Chrysler gelegt; Peugeot hielt aber nach der Übernahme der europäischen Chrysler-Werke an der Idee fest. Der Wagen war ausgestattet mit einem auf 2,2 Liter vergrößerten Vierzylindermotor von Lotus. Lotus hatte für das Modell einen Zylinderkopf mit 16 Ventilen entwickelt. Zusammen mit einigen weiteren Änderungen ergab sich eine Leistung von 150 PS (110 kW). Besonderes Merkmal war ein Fünfganggetriebe von ZF, das für kein anderes Sunbeam-Modell erhältlich war.
Der Produktionsprozess war umständlich. Im Grunde handelte es sich um Fahrzeuge aus der Serienproduktion, die bei Lotus nachträglich überarbeitet wurden. Ausgangsmodell war jeweils ein Sunbeam 1,6 GLS, das – abgesehen von einer strafferen Aufhängung – serienmäßig ausgestattet war. Die Fahrzeuge wurden einzeln zu Lotus überführt, wo der eigene Motor und das Fünfganggetriebe installiert wurden. Abschließend wurden die Wagen zu Chrysler zurückbefördert, um dort den letzten Feinschliff zu erhalten.
Die Fahrleistungen des Wagens waren beeindruckend. Die Zeitschrift Motor ermittelte eine Beschleunigung von 0 auf 96 km/h in 6,8 Sekunden, und für die Beschleunigung von 0 auf 160 km/h wurde eine Zeit von nur 19,8 Sekunden gemessen. Die Fahrleistungen und das sportliche Fahrverhalten wurden gelobt: „Wenn Sie pure Leistung wollen und bereit sind, auf anderen Gebieten Kompromisse einzugehen, dann gibt es wenig Anderes, was wir Ihnen zum gleichen Preis empfehlen können“ (Autocar, Oktober 1979).
Der Talbot Sunbeam Lotus war im Rallye-Sport erfolgreich. Talbot unterhielt 1980 und 1981 ein Rallye-Werksteam, das mehrere Sunbeam Lotus einsetzte. Henri Toivonen, Guy Fréquelin und Stig Blomqvist gewannen 1981 die Hersteller-Wertung der Rallye-Weltmeisterschaft für Talbot und schlugen dabei Konkurrenten wie Audi Quattro und Renault 5 Turbo.
Die Sunbeam Lotus sind heute gesuchte Youngtimer, für die hohe Preise gezahlt werden.